# Tomb Raider (gra komputerowa 2000)
Tomb Raider – przygodowa gra akcji wyprodukowana przez Core Design i wydana przez Eidos Interactive na platformę Game Boy Color w 2000 roku. Jest to pierwsza gra z serii wydana na platformy przenośne. Lara przemierza dżunglę amazońską w Peru, aby odnaleźć tajemniczy kamień w którym zaklęty został władca Inków, Azteków i Majów – Quaxet.